# Тхілакан
Тхілакан (*തിലകൻ, 15 липня 1935 —24 вересня 2012) — індійський актор Моллівуду. Знявся у більше ніж 200 фільмах мовою малаялам, 13 — мовою тамілі, 2 — мовою телугу. Також зіграв у 43 театральних п'єсах. Був переможцем в номінації найкращого актора Національної кінопремії Індії — 3 рази, кінопремії штату Керала — 9.

## Життєпис
Повне ім'я Сурендранатха Тхілакан. Син Палапурата Кешавана, агента з нерухомості, та Деваяні. Початкову освіту отримав в школі Маніккалі, середню освіту здобув у католицькому коледжі Святого Людовика. 1954 року вступив до коледжу Шрі Нараяна у містечку Мундакаям. 1956 року разом з друзями створив театральну трупу «Мундакаям Натака Самітхі». Ця трупа стала співпрацювати з Народним мистецьким клубом Керали. разом з колегами по театру перебрався до Ернакуламу, де тривалий час брав участь у театральних виставах. У 1966 році залишив трупу, ставши співпрацювати з іншими театральними групами. Водночас став учасником радіоп'єс Загальноіндійського радіо. 1972 року втратив батька.
У 1973 році вперше знявся у кінофільмі «Periyar». Здебільшого знімався у ролях другого плану. У 1978 році на деякий зробив творчу перерву. Проте вже у 1979 році повернувся до кінематографу. Водночас став членом Комуністичної партії Індії (марксистської), якої остався вірним до кінця життя.
У 1981 році Тхілакан вперше отримав головну роль. Це сталося під час зйомок у стрічці «Kolangal». Того ж року за роль у фільмі «Yavanika» отримав свою першу свою нагороду — номінацію за чоловічу роль другого плану — кінопремії штату Керала. Тхілакан гарно грав в інших жанрах — трилерах, бойовиках, комедіях, часто виконував негативні ролі.
У 1987 році отримав Національну премію Індії в номінації найкращого актора другого плану за роль у виставі «Rithubhedam». У 1990 році вперше здобув номінацію за найкращу чоловічу головну роль — за роль у фільмі «Perunthachan».
У 1990-х роках активно знімався з іншим моллівудським актором Моханлалом, утворивши успішний акторський тандем, який здобув популярність у глядачів. Їх фільми мали неймовірний успіх. При цьому Тхілакан чудово грав у ролях батька. 1990 році вперше знявся у фільмі мовою тамілі — «Sathriyan». 1999 року знявся у фільмі мовою телугу — «Samarasimha Reddy». Водночас активно знімався у телесеріалах.
2000-х роки відзначені плідно співпрацю з мегазіркою Моллівуду — Маммутті. У 2006 році з успіхом знявся у блокбастері «Chinthamani Kolacase». У 2007 році за роль у кінострічці «Eakantham» отримав спеціальний приз журі Національної кінопремії Індії. У 2009 році отримав вищу нагороду країну Падма Шрі.
2010 року померла його мати. У 2012 році під час зйомок у фільмі «Scene Onnu Nammude Veedu» знепритомнів. Його доправлено до лікарні Тируванантапураму, де у актора стався серцевий напад. 24 вересня 2012 року помер. На церемонії поховання його було загорнуто у прапор Комуністичної партії Індії (м), а потім кремовано.

## Родина
1. Дружина — Шанта, акторка Моллівуду
Діти:
- Шаджі
- Шаммі, актор Моллівуду
- Шобі

2. Дружина — Сароджам, акторка Моллівуду
Діти:
- Шібу
- Соня
- Софія